# American Football 2. Liga 1984
La American Football 2. Liga 1984 è stata la 1ª edizione del campionato austriaco di football americano di secondo livello, organizzato dalla AFBÖ.
I dati noti sono molto incompleti.

## Squadre partecipanti
| Club             | Città                    | Stadio | Sponsor ufficiale | Risultato nella stagione |
| ---------------- | ------------------------ | ------ | ----------------- | ------------------------ |
| Klagenfurt Jets  | Klagenfurt am Wörthersee |        |                   |                          |
| Linz Rhinos      | Linz                     |        |                   |                          |
| Styrian Panthers | Graz                     |        |                   |                          |
| Vienna Vikings   | Vienna                   |        |                   |                          |

## Stagione regolare

### Incontri noti
| 1984 | Linz Rhinos | 34 – 0 referto | Vienna Vikings |  |

## Playoff

### I Finale della seconda lega
| 1984 | Vienna Vikings | 28 – 22 | Linz Rhinos |  |

## Verdetti
- Vienna Vikings Campioni dell'American Football 2. Liga 1984